# 下諏訪町
下諏訪町（日语：／ Shimosuwa machi */?）為長野縣諏訪郡的一町。